# نوة (طقس)
النَوّة (الجمع: نَوّات) هي ظاهرةٌ مناخية يحدثُ فيها هبوبٌ شديدٌ للريح مما يُثير اضطراب البحر، وقد تشمل أمطارًا غزيرةً يتبعها سيولٌ وارتفاعٌ في موجِ البحر، وهي ظاهرةٌ طبيعيةٌ مُرتبطةٌ بتغيرات الطقس وفصول السنة.

## الإسكندرية
يكثُر حدوث النّوَّات في الإسكندرية في فصل الشتاء، وتعتبر الإسكندرية هي المُحافظة الوحيدة في مصر التي تتعرض لهذه النوات، وكان الصيادون في الماضي قد أطلقو أسماءً على هذه النوات. يوضح الجدول التالي أشهر النوات المحلية التي تحدث في مدينة الإسكندرية.
| اليوم (بالتقريب) | النوات           | عدد الأيام | الاتجاه      | حالة الأمطار     |
| ---------------- | ---------------- | ---------- | ------------ | ---------------- |
| 3 يناير          | رأس السنة(5)     | 4          | غربية        | ممطرة            |
| 13 يناير         | الفيضة الكبرى(3) | 6          | جنوبية غربية | شديدة المطر      |
| 20 يناير         | الغطاس(6)        | 3          | غربية        | ممطرة            |
| 29 يناير         | الكرم(7)         | 7          | غربية        | شديدة المطر      |
| 19 فبراير        | الشمس الصغيرة(8) | 3          | شمالية غربية | ممطرة            |
| 2 مارس           | السلوم(9)        | 2          | جنوبية غربية | ممطرة            |
| 9 مارس           | الحسوم(10)       | 7          | جنوبية غربية | ممطرة أحيانًا     |
| 18 مارس          | الشمس الكبيرة    | 2          | شرقية        | -                |
| 24 مارس          | عوة وبرد العجوزة | 6          | شرقية        | -                |
| 23 أبريل         | الخماسين         | 2          | شرقية        | ساخنة            |
| 18 يونيو         | النقطة           | 2          | شرقية        | ساخنة            |
| 30 سبتمبر        | الصليب           | 3          | غربية        | -                |
| 20 أكتوبر        | الصليبة          | 3          | غربية        | غالبًا بدون أمطار |
| 16 نوفمبر        | المكنسة(1)       | 4          | شمالية غربية | شديدة المطر      |
| 22 نوفمبر        | باقي المكنسة     | 4          | جنوبية غربية | ممطرة            |
| 4 ديسمبر         | قاسم(2)          | 5          | جنوبية غربية | عواصف شديدة      |
| 19 ديسمبر        | الفضية الصغرى(3) | 5          | شمالية غربية | ممطرة            |
| 28 ديسمبر        | عيد الميلاد(4)   | 2          | غربية        | شديدة المطر      |

## الهوامش
- «1»: سُميت المكنسة نظرًا لأنها الأولى بعد فصل الصيف الحار، ولأنها تكنُس الجو من الأتربة. أو لأنها تكنس البحر برياحها الشديدة التي بدورها تعمل على زيادة التيارات البحرية بشكلٍ كبير.
- «2»: سُميت قاسم بسبب غرق أحد الصيادين في وقتها، وكان يُدعى قاسم. أو سميت بسبب تعرض أحد أبناء الصيادين للغرق خلال هذه النوة، وتعتبر أخطر النوات وأشدها.
- «3»: سُميت الفيضة لغزارةِ أمطارها. أو لأنَّ البحر يفيض وترتفع الأمواج بشكل كبير مما يمنع ممارسة الصيد خلالها لخطورة الأمواج.
- «4»: سُميت عيد الميلاد كونها تأتي في موعد أعياد الميلاد.
- «5»: سُميت رأس السنة لأنها تأتي في مطلع العام الجديد.
- «6»: سُميت الغطاس لأنها تتزامن مع احتفال الأقباط بعيد الغطاس.
- «7»: سُميت الكرم لأنها غزيرةٌ (كريمةٌ) في أمطارها وتستمر لفترةٍ زمنيةٍ كبيرة.
- «8»: سُميت الشمس الصغيرة لأن الشمس خلالها تكون ساطعةً حتى أثناء تساقط المطر.
- «9»: سُميت السلوم لأن الرياح تهُب من جهة السلوم، وهي مدينة مصرية بالقُرب من الحدود الغربية لمصر مع ليبيا.
- «10»: سُميت الحسوم لأن الشمس تكون ساطعةً خلالها بقوةٍ.